# Sophie d'Égypte
Pour les articles homonymes, voir Sainte Sophie.
Sophie d'Égypte ou sainte Sophie d'Égypte (19? - 200), est une chrétienne qui a subi le martyre avec Irène, elle aussi égyptienne et vénérée comme une sainte.
On célèbre sa fête le 18 septembre.
Les synaxaires byzantins et les ménologes rappellent la mémoire de Sofia et d’Irène le 17 ou le 18 septembre mais sans préciser ni l’époque ni le lieu où elles ont vécu. Leur mémoire est directement liée au précédent qu’est le martyre d’Héraclide et de Myron, évêques de Tamasos (Chypre), qui sont cités dans un distique ménologique, dont on déduit qu’elles ont bien existé, puisqu’il fait allusion à leur décapitation. En Occident, le premier à avoir introduit Sofia et Irène dans le martyrologe romain a été Cesare Baronio, qui les considérait comme martyres et a fixé leur fête au 18 septembre.
Dans leur commentaire sur le Martyrologe romain les Bollandistes ont noté qu’à Constantinople, dans l’église Sainte-Sophie, il existait, comme l’une de ses dépendances, l’église Sainte-Irène.
Selon une version, après qu’elle eut été décapitée, une femme chrétienne recueillit ses reliques et les garda chez elle, où de nombreux miracles furent accomplis. L’ayant appris, l’empereur Constantin fit transférer les reliques à Constantinople et construisit une grande église en son honneur. 